# Confluence (entreprise)
Pour les articles homonymes, voir Confluence.
 (décembre 2020).
Si vous disposez d'ouvrages ou d'articles de référence ou si vous connaissez des sites web de qualité traitant du thème abordé ici, merci de compléter l'article en donnant les références utiles à sa vérifiabilité et en les liant à la section « Notes et références ».
Confluence est un fabricant français d'enceintes acoustiques haute-fidélité créée en 1983 par Christian Gerhards. Elle disparait dans les années 2000 avant de renaître en 2018.

## Modèles produits
- Argonaute (caisson de grave amplifié)
- Cantilène (colonne)
- Chimère (colonne, modèle d'exception de 1998)
- Égérie (colonne)
- Équinoxe (colonne)
- Initiale (voie arrière pour home-cinéma)
- Médiane (centrale)
- Mutine (biblio)
- Muse (biblio)
- Odyssée (colonne)
- Pastorale (colonne)
- Solstice (colonne)
- Tarentelle (biblio ou sur pied)
- Thémis (voie avant, centrale ou arrière pour home-cinéma)
- Triolet (colonne)
- Uranie (colonne)
- Villanelle (colonne)